# Jean-Pierre Ouvrard
 (août 2014).
Si vous disposez d'ouvrages ou d'articles de référence ou si vous connaissez des sites web de qualité traitant du thème abordé ici, merci de compléter l'article en donnant les références utiles à sa vérifiabilité et en les liant à la section « Notes et références ».
Jean-Pierre Ouvrard est un musicologue français, professeur, chercheur à l'Université de Tours et chef de chœur , né le 16 février 1948 à Trémentines (Maine-et-Loire), mort le 13 novembre 1992 à Tours (Indre-et-Loire).
Il a fondé l'Ensemble Jacques Moderne en 1973 et le Centre de musique ancienne à Tours en 1991.

## Biographie
Angevin d’origine et après des études littéraires à l’Université d’Angers, Jean-Pierre Ouvrard devient Tourangeau pour satisfaire ses passions « liées » pour la musique et pour la Renaissance.  
Il considérait que cette période historique avait produit une sorte d’idéal de l’expression vocale. Il poursuit donc des études de musicologie à l’Université de Tours dès 1970, auprès de Jean-Michel Vaccaro, enseignant-chercheur au Centre d'études supérieures de la Renaissance de Tours. Il soutient en 1979 une thèse de doctorat qui porte sur « La chanson polyphonique franco-flamande autour de 1530-1550 comme lecture du texte poétique» et il s’attache tout au long de ces études à cette relation « intime » entre texte et musique.
Ne pouvant se contenter de la seule théorie à travers l’étude musicologique et surtout pour poursuivre sa pratique vocale, Jean-Pierre Ouvrard souhaitait faire renaître la musique de la Renaissance - une musique ancienne oubliée, voire perdue - et la faire résonner à nouveau dans une région parsemée de chefs-d'œuvre d’architecture de cette même époque.
En novembre 1973, il fonde donc l’ensemble universitaire de musique ancienne dont les premières auditions ont lieu le mois suivant et le premier concert, le 25 avril 1974 dans l’Amphithéâtre de la Faculté de Lettres de Tours. S’ouvre dès lors une intense activité de diffusion et d’animation du patrimoine en parallèle des recherches universitaires qu’il mène pour nourrir celles-ci de cette confrontation à la réalité de l’interprétation. La déclamation était pour lui importante car l’accentuation du texte influait sur son interprétation : « En choisissant, en revanche, la restitution de la déclamation et de la prononciation ancienne, nous faisons le pari que la polyphonie […] trouvera dans cet archaïsme apparent le catalyseur de sa modernité ». C’est pour révéler cette apparente contradiction qu’il donne par la suite à son ensemble de musique ancienne le nom de cet éditeur de musique lyonnais du XVIe siècle, Jacques Moderne.
Par cette recherche d’authenticité, il souhaitait que les œuvres interprétées aient les mêmes sonorités qu’à l’époque de leurs premières exécutions. Ces « vieilles pierres » tourangelles ont de nouveau été animées, cinq siècles plus tard, par le souffle des sacqueboutes, la vibration des violes et les voix des chanteurs, qu’il y a dirigés.
Malgré la part importante qu’occupe l'Ensemble Jacques Moderne dans son activité professionnelle, Jean-Pierre Ouvrard poursuit une brillante carrière de musicologue. De professeur de musicologie au CESR il devient directeur du Département de musique et musicologie de l’Université de Tours entre 1987 et 1989 et organise à ce titre différents colloques, notamment sur Josquin Desprez, sur les « Musiciens de Ronsard », « Voulons nous parler de Musique à Florence ? »...Toujours dans ce même but de faire revivre la musique ancienne, il est à l’origine et il élabore le programme Ricercar du CESR dont les missions, encore aujourd’hui, consistent à collecter un fonds documentaire musical de la Renaissance et à créer les moyens de sa valorisation. Il crée le Centre de musique ancienne à la suite du colloque « Le concert des voix et des instruments de la Renaissance » qui s’est tenu en région Centre en 1991. Il veut en faire un outil complémentaire de diffusion de concerts au service de la musique ancienne. Ce centre a eu pour vocation également de diffuser les découvertes musicologiques à travers l’édition musicale mais aussi l’organisation de Colloques, dont le plus emblématique a été  celui consacré aux femmes musiciennes.
Ce double statut, de spécialiste de la polyphonie de la Renaissance et de directeur artistique, lui permet d’être convié à intervenir dans divers centres ou lieux dédiés à la Polyphonie en France, notamment pour l’Institut de Musique Ancienne de Saintes. Il est également appelé à rédiger de nombreuses notes de programmes et livret de disque pour de prestigieux ensembles spécialisés dans l’interprétation de ces musiques, comme la Chapelle Royale dirigée par Philippe Herreweghe, ou encore l’Ensemble Clément Janequin dirigé par Dominique Visse. Ses écrits - actes de colloque, monographies ou études thématiques - demeurent aujourd’hui encore des références dans le domaine.
Jean-Pierre Ouvrard résume lui-même son parcours ainsi : « Autour de ce que j’essaie de faire dans les différents aspects de mon activité de musicien et d’universitaire, il y a une grande cohérence. Grâce à ces différentes structures présentes à Tours, il existe un très fort complexe lié à la musique de la Renaissance qui plaide pour que la Région Centre devienne un pôle d’excellence de la musique Renaissance. » Nul doute qu’aujourd’hui les musiques anciennes lui doivent beaucoup et qu’elles ont rayonné dans le paysage musical en général, bien au-delà du Val de Loire.